# Irina Kazakevič
Irina Vladimirovna Kazakevič (in russo Ирина Владимировна Казакевич?; Berdsk, 29 ottobre 1997) è una biatleta russa.

## Biografia
Ha esordito in Coppa del Mondo il 28 novembre 2020 a Kontiolahti (52ª in individuale) e ai campionati mondiali a Pokljuka 2021 (19ª nella sprint, 23ª nell'inseguimento e 20ª nella partenza in linea). Il 14 gennaio 2022 ha ottenuto a Ruhpolding il primo podio in Coppa del Mondo (3ª in staffetta). Ha debuttato ai Giochi olimpici invernali a Pechino 2022, vincendo la medaglia d'argento nella staffetta e piazzandosi 20ª nella sprint, 23ª nell'inseguimento e 20ª nella partenza in linea. È inattiva in ambito internazionale dalla stagione 2021-2022 poiché in seguito all'invasione russa dell'Ucraina del 2022 gli atleti russi sono stati esclusi dalle competizioni riconosciute dall'International Biathlon Union.

## Palmarès

### Olimpiadi
- 1 medaglia:
  - 1 argento (staffetta a Pechino 2022)

### Mondiali juniores
- 1 medaglia:
  - 1 bronzo (individuale a Otepää 2018)

### Universiadi
- 2 medaglie[senza fonte]:
  - 2 argenti (sprint, inseguimento a Krasnojarsk 2019)[senza fonte]

### Coppa del Mondo
- Miglior piazzamento in classifica generale: 35ª nel 2022
- 2 podi (a squadre):
  - 1 secondo posto
  - 1 terzo posto